# Urothraupis stolzmanni
Urothraupis stolzmanni là một loài chim trong họ Thraupidae.